# Astragalus scopulorum
Astragalus scopulorum är en ärtväxtart som beskrevs av Thomas Conrad Porter. Astragalus scopulorum ingår i släktet vedlar, och familjen ärtväxter. Inga underarter finns listade i Catalogue of Life.